# Carsia extensa
Carsia extensa är en fjärilsart som beskrevs av Hann 1915. Carsia extensa ingår i släktet Carsia och familjen mätare. Inga underarter finns listade i Catalogue of Life.